# The Perez Family
The Perez Family (Alternativtitel: Wiedersehen in Miami, Die Perez Familie) ist eine US-amerikanische Filmkomödie von Mira Nair aus dem Jahr 1995. Die Handlung beruht auf einem Roman von Christine Bell.

## Handlung
Die Handlung des Films beginnt 1980 während der Mariel-Bootskrise. Juan Raul Perez, einst kubanischer politischer Gefangener, fährt in die USA, wo seine Ehefrau Carmela und seine Tochter Teresa sich bereits seit Jahren aufhalten. Er lernt auf dem Boot Dorita Evita Perez kennen, die früher eine Prostituierte war. Beide werden in einem Flüchtlingslager untergebracht. Man darf das Lager erst dann verlassen, wenn man einen Bürgen findet; die Warteliste der Flüchtlinge ist jedoch lang. Berufstätige Immigranten oder Familien haben beim Finden eines Bürgen größere Chancen.
Dorita träumt davon, John Wayne persönlich kennenzulernen. Sie weint als sie erfährt, dass der Schauspieler bereits tot ist.
Die Namensähnlichkeit bringt einen Beamten der Immigrationsbehörde auf die Idee, Juan und Dorita könnten angeben, sie seien verheiratet. Dorita ist sofort begeistert, aber Juan lehnt die Idee ab. Er wartet darauf, dass Carmela kommt und ihn abholt. Diese flirtet jedoch lieber mit dem Polizisten John Pirelli.
Juan geht zum Haus seiner Familie, traut sich jedoch nicht, zu klingeln. Als er die Klinke berührt, löst er einen Alarm aus. Juan flieht; seine Frau sieht ihn zwar, erkennt ihn jedoch nicht wieder.
Juan willigt in die vorgeschlagene Täuschung ein, aber auch als Ehepaar befindet man sich noch relativ weit zurück auf der Warteliste. Juan und Dorita finden einen stummen Senior, der als Großvater angegeben wird, und einen Waisen, den ihren Sohn darstellen soll. Sie finden Bürgen und eine Arbeit als Blumenverkäufer.
Juan und sein angeblicher Großvater besuchen Juans Schwager, der jedoch den Einwanderer nicht wiedererkennt. Er will die Polizei rufen. Juan und der alte Mann fliehen. Währenddessen wohnt die angebliche Familie weiter zusammen und verhält sich wie eine echte Familie.

## Kritiken
James Berardinelli kritisierte auf ReelViews die Besetzung; er bezeichnete unter anderen Alfred Molina und Anjelica Huston als fehlbesetzt. Gelobt wurde lediglich die „energiebeladene“ („explosion of energy“) Darstellung von Marisa Tomei. Die Stränge der Handlung seien verwirrend. Man empfinde als Zuschauer nicht viel Mitgefühl für die Charaktere.
Roger Ebert verglich in der Chicago Sun-Times vom 12. Mai 1995 die Anfangsszene mit den Szenen in den Filmen von Federico Fellini. Die Besetzung des Films sei umstritten. Die in Indien geborene Regisseurin habe ein besonderes Interesse an der Problematik der Immigranten in den USA.

## Hintergrund
Der Film wurde in Coral Gables (Florida) und in Puerto Rico gedreht. Seine Produktionskosten betrugen schätzungsweise 11 Millionen US-Dollar. Der Film spielte in den Kinos der USA ca. 2,8 Millionen US-Dollar ein.